# Martin Victor Wong
Martin Victor Wong en chino 黄马鼎; (Portland, 11 de julio de 1946 - San Francisco, 12 de agosto de 1999) fue un pintor chino estadounidense de finales del siglo XX. Su trabajo ha sido descrito como una mezcla meticulosa de realismo social y estilos artísticos oníricos. Las pinturas de Wong a menudo exploran identidades multiétnicas y raciales, exhiben elementos interculturales, abordan el multilingüismo y celebran su sexualidad queer.

## Biografía
Wong nació en Portland, Oregón, el 11 de julio de 1946. Hijo único y fue criado por sus padres Benjamin y Florence Wong Fie en el distrito de Chinatown de San Francisco. Demostrando una proclividad a la expresión artística a una edad temprana, Wong comenzó a pintar a la edad de 13 años. Su madre fue una firme defensora de sus inclinaciones artísticas y conservó gran parte de sus primeros trabajos. Wong asistió a la escuela secundaria George Washington y se graduó en 1964. Continuó su educación en la Universidad Estatal de Humboldt, graduándose con una licenciatura en cerámica en 1968. A través de la universidad y durante otros 10 años, Wong viajó entre Eureka (California) y San Francisco practicando su oficio artístico. Durante este tiempo, Wong tenía un apartamento en el vecindario Haight-Ashbury de San Francisco y estaba activo en la escena artística del Área de la Bahía, incluyendo períodos como escenógrafo para el grupo de artes escénicas The Angels of Light, una rama de The Cockettes. Mientras estuvo involucrado con The Angels of Light, Wong participó en el movimiento hippie emergente y se involucró en el clima de libertad sexual y experimentación con drogas psicodélicas de la época. A fines de los 70, Wong tomó la decisión de mudarse a Nueva York para seguir su carrera como artista. Según Wong, su mudanza a Nueva York fue precipitada por un desafío amistoso: 
Hice cerámica y dibujé en ferias de arte. Me conocían como el 'Humano Instamatic'. Costaba US$7,50 por un retrato. Mi récord fue de 27 ferias en un día. Mis amigos me decían: 'Si eres tan bueno, ¿por qué no te vas a Nueva York?' 

## Trayectoria
En 1978, Wong se mudó a Manhattan y se instaló en el Lower East Side, donde centró su atención por completo en la pintura. En su mayoría autodidacta, las pinturas de Wong van desde representaciones descarnadas del decadente Lower East Side hasta representaciones lúdicas de los barrios chinos de Nueva York y San Francisco hasta trabajos personales como, Traffic Signs for the Deaf. Al describir los temas de algunas de sus pinturas, Wong dijo: "Todo lo que pinto está a cuatro cuadras de donde vivo, y la gente aquí es gente que siempre he conocido y visto".
Wong es probablemente más conocido por sus colaboraciones con el poeta puertorriqueño Miguel Pinheiro. Conoció a Pinheiro en 1982 en la noche de apertura de Crime Show, un espectáculo colectivo organizado por la organización de artes ABC No Rio. Poco después de conocerse, Pinheiro se mudó al apartamento de Wong y vivió con él durante un año y medio. Wong le da crédito a Pinheiro por hacerlo sentir más integrado en la comunidad latina. Durante su cohabitación, Wong produjo una gran cantidad de trabajo que finalmente se exhibió en la exposición Urban Landscapes de 1984 en la Semaphore East Gallery de Barry Blinderman. Sus pinturas a menudo combinan la poesía o la prosa de Pinheiro con las representaciones meticulosas de paisajes urbanos de Wong y la ortografía estilizada del alfabeto manual. El trabajo de Wong en el barrio Loisaida y su colaboración con Pinheiro forman parte del movimiento de arte puertorriqueño en Nueva York.
En 1993, Wong realizó una exposición individual titulada "Pintura de Chinatown" en el Instituto de Arte de San Francisco, mostrando su memoria, experiencia e interpretación de los "atributos mitológicos de Chinatown". Wong ejemplifica la "mentalidad turística, la perspectiva de un extraño" de Chinatown (Manhattan) a los ojos de los residentes que viven en áreas alejadas de las grandes ciudades.
Durante un tiempo en la década de 1980, llegó a fin de mes comprando antigüedades subestimadas en Christie's y vendiéndolas a un precio más justo en Sotheby's. Wong coleccionó una gran colección de grafitis mientras vivía en Nueva York en 1989. Con la ayuda de un inversionista japonés, cofundó el American Graffiti Museum con su amigo Peter Broda en Bond Street en East Village. En ese momento, el grafiti era una forma de arte controvertida y el gobierno de la ciudad ya había eliminado gran parte del grafiti del metro de Nueva York. En respuesta, Wong se dispuso a preservar lo que él considera "el último gran movimiento artístico del siglo XX", el arte del grafiti. En 1994, debido a complicaciones médicas, Wong donó su colección de grafitis al Museo de la Ciudad de Nueva York. Su colección incluye obras de grafiteros de Nueva York de la década de 1980, incluidos Rammellzee, Keith Haring, Futura 2000, Lady Pink y Lee Quiñones.

## Vida personal
Wong se declaró gay de forma pública. En 1994, a Wong se le diagnosticó sida. Su salud empeoró después de su diagnóstico y regresó a San Francisco. Murió por complicaciones del sida el 12 de agosto de 1999 en su casa de San Francisco al cuidado de sus padres a la edad de 53 años. La expareja de Wong, Miguel Pinheiro, murió en 1988 de cirrosis hepática.
La tía de Wong, Eleanor "Nora" Wong, participó activamente en los clubes nocturnos chinos en San Francisco en la década de 1940. Su actividad más notable fue en el club nocturno Forbidden City de San Francisco, donde ocupó varios roles, incluso como cantante principal.

## Legado
Wong fue reconocido en un obituario en The New York Times como un artista "cuyo meticuloso realismo visionario se encuentra entre los legados duraderos de la escena artística del East Village de Nueva York de la década de 1980". La estima de la crítica se ha mantenido desde su muerte, y las obras de Wong se pueden encontrar en colecciones de todo el mundo, incluidas las colecciones del Museo Metropolitano de Arte, el Museo de Young, el Museo de las Artes del Bronx, la Colección de Arte de la Universidad de Syracuse y en las ciudades de Nueva York y San Francisco. El legado del estudio de trabajo de Wong se encuentra en la Biblioteca Fales de la Universidad de Nueva York e incluye, entre otras cosas, cuadernos de bocetos, correspondencia, documentos biográficos, grabaciones en videocasete, fotografías, materiales relacionados con el grafiti y partes de la biblioteca personal de Wong. El catálogo de una exposición conjunta de la obra de Wong en el Nuevo Museo de Arte Contemporáneo y las Galerías de la Universidad Estatal de Illinois fue publicado por Rizzoli en 1998 en Sweet Oblivion: The Urban Landscape of Martin Wong.
Dos de las pinturas de Wong se encuentran en la colección del Museo Whitney en la ciudad de Nueva York. El Museo de Arte Moderno tiene tres obras de Wong en su colección permanente. Una de sus pinturas está en la colección del estado de California y se exhibe permanentemente en el edificio del estado de California en San Francisco. La Sociedad de Arte Contemporáneo del Instituto de Arte de Chicago adquirió la pintura "Sweet Oblivion" en mayo de 2012.
Fundada por su madre en 2001, la Fundación Martin Wong se creó para ayudar a financiar programas de arte y artistas jóvenes a través de becas universitarias de arte, publicaciones de arte y programas de educación artística. Desde 2003, las becas se siguen ofreciendo en la Universidad Estatal de Humboldt, la alma mater de Wong, la Universidad Estatal de San Francisco, la Universidad de Nueva York y la Universidad Estatal de Arizona.

## Primera exposición en Europa

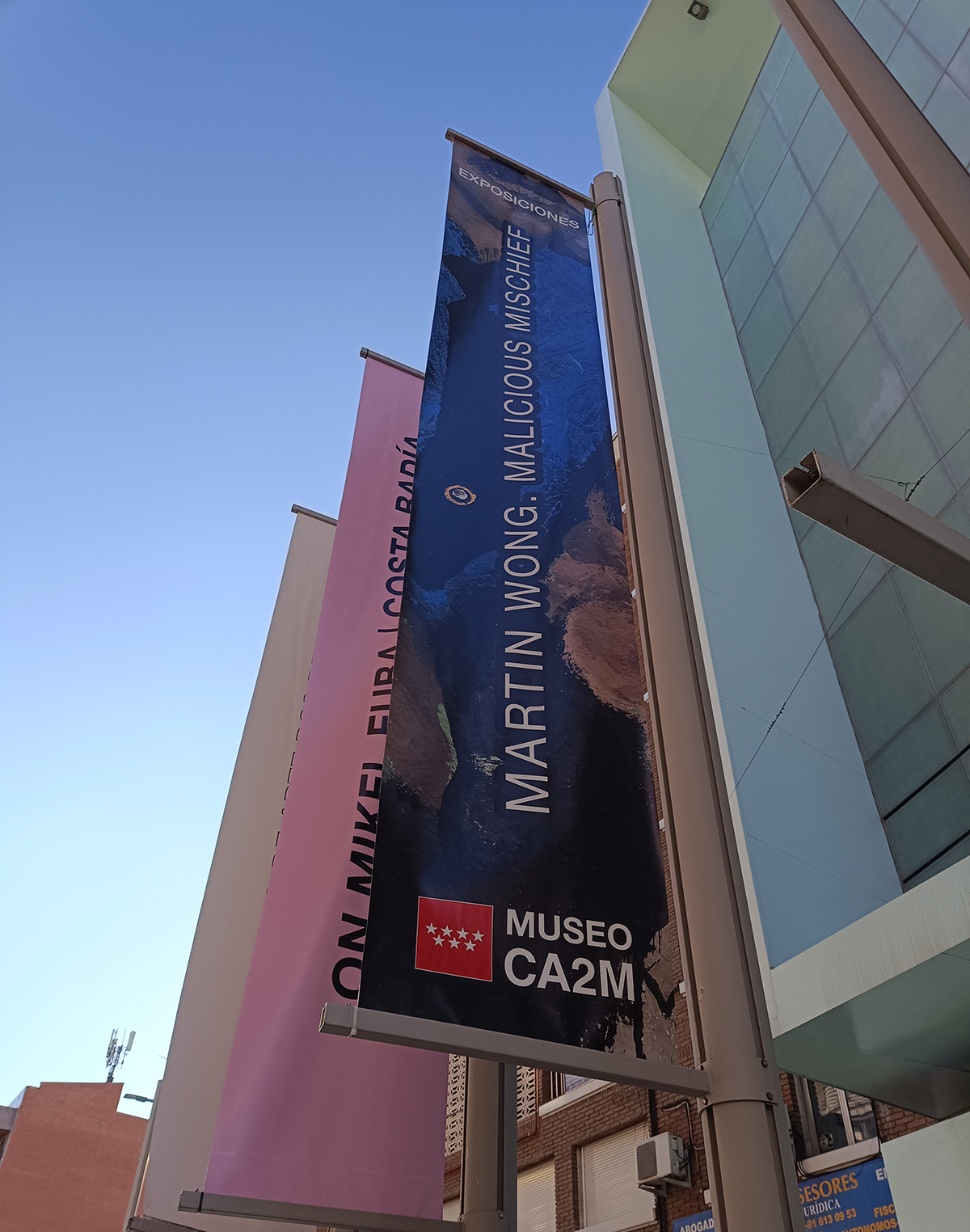
Martin Wong. Travesuras maliciosas, CA2M

Desde noviembre de 2022 al 29 de enero de 2023 se celebró en Móstoles, en el Museo CA2M Centro de Arte Dos de Mayo de la Comunidad de Madrid la primera exposición de la obra de Wong en Europa. Esta exposición, con el título de Travesuras maliciosas, viajará después a Berlín (25 de febrero al 14 de mayo de 2023), Londres (7 de julio al 17 de septiembre de 2023) y Ámsterdam (noviembre de 2023 a febrero de 2024).

## Galería

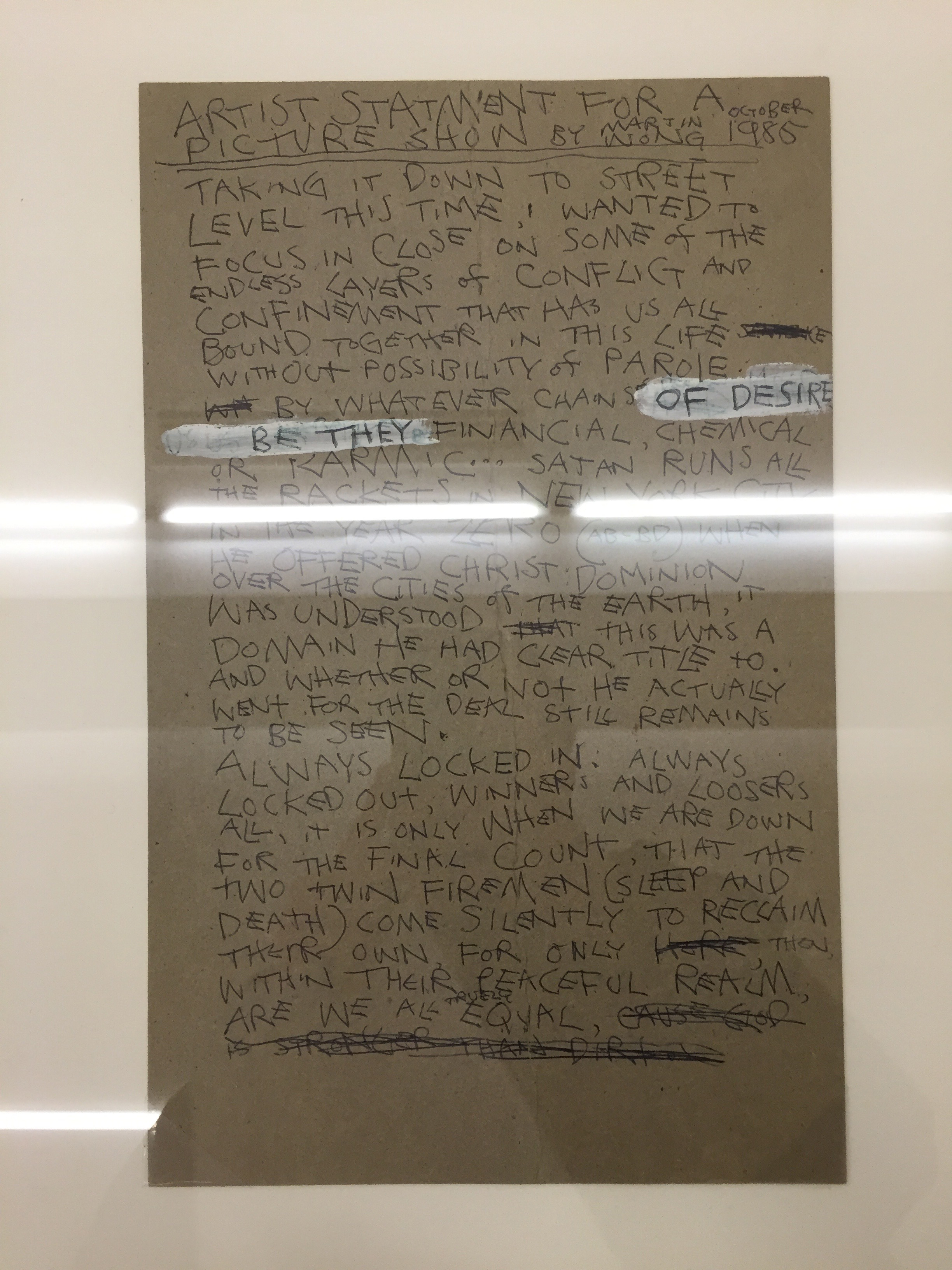
Declaración del artista para Semaphore Gallery, 1984